# Scypion Afrykański (film)
Scypion Afrykański (wł. Scipione l'Africano) – włoski film historyczny z 1937 roku w reżyserii Carmine Gallonego. Opowiada o starciu Rzymu z Kartaginą i pokonaniu Hannibala przez Scypiona Afrykańskiego. 
Film nagrodzony główną nagrodą na MFF w Wenecji w 1937. Zdjęcia kręcono w Alberese w Toskanii (prowincja Grosseto).

## Obsada
- Annibale Ninchi
- Camillo Pilotto
- Fosco Giachetti
- Marcello Giorda
- Memo Benassi